# Đuro V., kralj Ujedinjenog Kraljevstva
Đuro V. (engleski: George V.), punog imena George Frederick Ernest Albert (London, 3. lipnja 1865. – Sandringham, Norfolk, 20. siječnja 1936.) bio je kralj Ujedinjenog Kraljevstva i britanskih prekomorskih dominiona od 1910. godine te car Indije od 1911. godine do svoje smrti.

## Životopis
Rođen je kao drugi sin kralja Eduarda VII. i kraljice Aleksandre. U vrijeme Đurinog rođenja na tronu je sjedila njegova baka Viktorija.
Budući da je njegov otac imao starijeg sina, kraljevića Alberta Viktora, nije se očekivalo da će Geroge ikada postati kralj. Kako je Geroge bio samo petnaest mjeseci mlađi od Alberta Viktora, odlučeno je da će biti obrazovani zajedno. Ni Albert Viktor ni Geroge se nisu posebno intelektualno isticali, pa su poslani na obuku u britanskoj mornarici. Braća su u mornarici služila tri godine i za to vrijeme proputovali cijelo Britansko Carstvo, te Virginiju, Južnu Ameriku, Mediteran i Japan. Po povratku u London braća su razdvojena kada je stariji upisan na koledž, a mlađi ostao u mornarici.
Geroge se tijekom svoje karijere u mornarici zaljubio u Marie, kćer svoga strica. Đurina baka, otac i stric su odobravali njihov brak, ali njihove majke nisu. Geroge ju je zaprosio, ali ona je odbila, a kasnije je brakom postala kraljica Rumunjske.
Godine 1891. Đurin stariji brat je bio zaručen s kraljevnom Mary. Međutim, Albert Viktor je umro od upale pluća samo šest mjeseci poslije, prepuštajući mlađem bratu Đuri svoje mjesto u nasljednom nizu. Geroge se tada morao odreći svoje karijere u mornarici, jer se sada od njega očekivalo da preuzme ulogu u politici. Kraljica Viktorija je i dalje favorizirala kraljevnu Mary kao snahu, te je uspjela aranžirati brak s bratom Maryinog umrlog zaručnika. Vjenčanje je održano 6. srpnja 1893. godine. Vojvoda i vojvotkinja od Yorka su zatim dobili vlastitu rezidenciju u Londonu i tu živjeli kao obitelj iz srednje klase, te dobili pet sinova i jednu kćer.
Dana 22. siječnja 1901. godine umrla je Đurina baka Viktorija i njegov otac je preuzeo krunu kao Edvard VII. Dana 9. studenog 1901. godine, kao očekivani nasljednik suverena, Geroge je dobio titulu kraljevića od Walesa. Njegov otac, kralj, smatrao je da Geroge treba biti bolje pripremljen za svoju buduću ulogu monarha. Za razliku od samog Edvarda VII., kojeg je njegova majka Viktorija isključila iz svih državnih afera, Geroge je od oca dobio pristup svim državnim dokumentima.
Đurin otac, kralj Eduard VII., umro je 6. svibnja 1910. i Geroge je automatski preuzeo krunu kao Geroge V. On i njegova supruga okrunjeni su u Westminsterskoj opatiji 22. lipnja 1911. godine. Nešto kasnije iste godine kralj i kraljica su otputovali u Indiju, gdje su ih 12. prosinca indijski državnici i prinčevi priznali za cara i caricu Indije.
Godine 1914. izbio je Prvi svjetski rat i Britanija je ubrzo zaratila s Njemačkom, čiji je car, Wilhelm II., bio prvi rođak kralja Đura V. Čak je i kraljeva supruga, kraljica Marija, imala njemačke krvi s očeve strane. George je, kao i njegov otac, pripadao njemačkoj dinastiji, jer je njegov djed pripadao toj dinastiji. Pored toga, mnogi kraljevi rođaci nosili su njemačke plemićke titule, što je narodu utjerivalo nepovjerenje prema kraljevskoj obitelji. Kralj je, stoga, dana 17. srpnja 1917. godine sazvao parlament i promijenio ime svoje dinastije u Windsor. Sve njemačke titule koje su on i njegova obitelj nosili kao potomci kraljevića Alberta, Đuro V. je ukinuo, a svim potomcima kraljice Viktorije koji nisu bili kraljevskog roda prezime je promijenio u Windsor. Kako je Ujedinjeno Kraljevstvo tada imalo previše kraljevića, zahvaljujući pravilu kojim se ta titula dodjeljivala svim potomcima suverena u muškoj liniji i suprugama kraljevića, Đuro je iskoristio ovu priliku da ograniči prinčevske titule samo na suverenovu djecu i djecu suverenovih sinova.
Kada je u Rusiji nasilno zbačen Đurin prvi rođak, dotadašnji car Nikola II., Đuro je ponudio azil bivšoj ruskoj carskoj obitelji. S ovom kraljevom odlukom nisu se slagali premijer i ostali državnici, koji su se bojali da bi zajedno s Romanovima revolucija mogla stići i u Ujedinjeno Kraljevstvo. Dok su se u Londonu vodile rasprave o mogućnostima spašavanja Romanova, u Rusiji su boljševici jačali. Đurin plan o spašavanju rođaka nije nikada obavljen, te su car, carica, četiri njihove kćeri i sin strijeljanji. Nešto kasnije iste godine, Đurina tetka, carica majka Marija Fjodorovna, stigla je u London kod svoje sestre, kraljice majke Aleksandre.
Đurin odnos s najstarijim sinom, Eduardom, kraljevićem od Walesa, uveliko se pogoršao pred kraj kraljevog života. Đuro je kritizirao Eduardovu nevoljkost da se oženi i osnuje obitelj, te da svoju ulogu budućeg monarha shvati ozbiljnije. Kralj je posebno bio nezadovoljan njegovim odnosom s Wallis Warfield, Amerikankom koja se tijekom veze s Eduardom razvela po drugi put. Đuro V. je iskreno vjerovao da Eduard neće biti sposoban voditi kraljevstvo, te se nadao da će kruna na kraju doći do njegovog mlađeg sina Alberta i kraljevne "Lilibet".
Prvi svjetski rat i navika na pušenje uzela je maha na Đurinom zdravlju. Godine 1928. kralj se ozbiljno razbolio i njegovi sinovi su počeli preuzimati njegove dužnosti. Nikada se nije potpuno oporavio od bronhitisa kojeg je zadobio u tom periodu. Umro je pet minuta prije ponoći, u noći između 20. i 21. siječnja. Naslijedio ga je sin Eduard, ali je, baš prema Đurinom predviđanju, abdicirao nepunu godinu po dolasku na tron i prepustio krunu mlađem bratu Albertu.

## Vanjske poveznice
- Geroge V. Hrvatska enciklopedija
- Geroge V. Proleksis enciklopedija
- Geroge V., kralj Ujedinjenog Kraljevstva Britannica (engl.)

| Prethodnik Eduard VII. | Kralj Ujedinjenog Kraljevstva (1910. – 1936.) | Nasljednik Eduard VIII. |